# Río Miguta
El río Miguta (del ruso: Мигута) es un río de las tierras bajas de Kubán-Priazov en el krai de Krasnodar de Rusia.

## Curso
Nace al sur de Lashtovanni, y en sus 66 km de curso discurre predominantemente en dirección oeste. Deja a la derecha, en la cabecera de pequeños arroyos que afluyen a él, Krasnostreletski, Andriúshenko, Zvezdá y Pervomaiski, atraviesa Krasnogvardéyets (donde recibe al arroyo Polijanova -17 km- por la derecha) y Miguty. Recibe las aguas del arroyo Zubova -22 km- por la derecha, en el que se hallan Úmanski, Motorni, Oktiabrski, Aleksándrovskaya y Udarni. Sigue al oeste, pasando por Trudovaya Armeniya y Sladki Limán, antes de entrar en el estuario Sladki, que forma un complejo de marismas, con el limán Kushchevaty y el Beisúgskoye (compartido con el Chelbas, el Albashí, el Beisug y el Yaseni), separados por el lago Jánskoye. Del limán Beisúgskoye sus aguas pasan al mar de Azov.